# William B. McKinley
William B. McKinley (Petersburg, 1856. szeptember 5. – Martinsville, 1926. december 7.) amerikai bankár és republikánus politikus, aki Illinois államot hét cikluson keresztül képviselte az Egyesült Államok képviselőházában (1905-1913 és 1915-21), továbbá egy cikluson keresztül az Egyesült Államok szenátusában (1921-1926). William Howard Taft elnök 1912-es újraválasztási kampányának országos kampánymenedzsereként is tevékenykedett, és biztosította Taft jelölését a Republikánus Nemzeti Kongresszuson.